# 지스타
지스타(G-Star, G★)는 대한민국 부산광역시에서 열리는 국제 게임 전시회이다. 한국게임산업협회에서 주최하며, 지스타 조직위원회와 부산정보산업진흥원이 주관한다. 2005년 대한민국의 여러 게임 전시회가 통합된 형태로 조직되었으며, 형태상으로는 1995년부터 개최되기 시작한 어뮤즈월드쇼와 그 뒤를 이은 대한민국게임대전을 계승하고 있다.

## 역사

### 지스타 2005
2005년 11월 10일부터 11월 13일까지 한국국제전시장에서 열렸다. 13개국 156개사가 참여했으며 부스 수는 1600관, 관람객 수는 15만여 명이었다. 게임음악 콘서트, 국제 게임 콘퍼런스, 펌프 잇 업 경연 대회 등의 이벤트가 열렸다. 규모로는 성공했다는 평가를 들었지만, 지나치게 온라인 게임과 사행성 게임에 치중되었다는 비판을 듣기도 했다. 슬로건은 “오라! 게임의 신천지가 열린다.”

### 지스타 2006
2006년 11월 9일부터 11월 12일까지 열렸다. 13개국 152개사가 참여했으며 부스 2000관, 관람객 수 16만여 명을 기록했다. 하지만 전회 행사의 부진한 결과와 바다이야기 사건으로 인해 규모 자체는 오히려 줄어들었다. 슬로건은 “게임으로 시작되는 세상.”

### 지스타 2007
2007년 11월 8일부터 11월 11일까지 열렸다. 행사의 규모가 전회 행사보다 더 줄어들어 14개국 150개사가 참여하였고, 15만여 명이 방문했다. 슬로건은 “게임을 즐겨라, 비즈니스를 즐겨라.”

### 지스타 2008
2008년 11월 13일부터 11월 16일까지 개최되었다. 17개국 162개사가 참가했으며 18만 9천여명이 방문했다. 슬로건은 “게임으로 여는 즐거운 세상!”

### 지스타 2009
2009년 11월 26일부터 11월 29일까지 개최되었다. 수도권에서 벗어나 부산 벡스코에서 열리게 됐는데, 일산 킨텍스에서의 부진한 모습을 새로이 변화시키려고 한다는 의미가 있다. 21개국 189개사가 참가했으며 신종플루에도 불구하고 24만여 명이 방문했다. 수출상담은 1,591건, 437백만불이 이뤄졌다. 슬로건은 “아름다운 게임의 바다, 부산(Beautiful Game Ocean, in Busan)”

### 지스타 2010
2010년 11월 18일부터 11월 21일까지 개최되었으며, 2009년과 같은 부산 벡스코에서 열렸다. 22개국 316개사가 참여했고, 총 28만명의 관람객이 왔다. 슬로건은 “게임 그 이상(Game & More)”

### 지스타 2011
2011년 11월 10일 ~ 11월 13일까지 개최되었다. 부산광역시의 벡스코에서 열렸으며, 28개국 384개사가 참여했고, 관람객 약 29만명이 방문하였다. 슬로건은 "Connect with Game(게임, 세상과 접속하다)"

### 지스타 2012
2012년 11월 8일 ~ 11월 11일까지 개최되었다. 부산광역시의 벡스코에서 열렸으며, 31개국 434업체가 참여하여 사상 최대 규모 기록을 갈아치웠다. 관람객 수는 약 30만 명이었으며, 슬로건은 "Game, Touching The World(게임, 세상을 감동시키다)"

### 지스타 2013
2013년 11월 14일 ~ 11월 17일까지 개최되었다. 부산광역시의 벡스코에서 개최되었으며, 슬로건은 "Game Together, Dream Forever(게임을 통하여 꿈을 꾸고,꿈을 이루는 게임문화 축제여 영원하라!)"

### 지스타 2014
2014년 11월 20일 ~ 11월 23일까지 개최되었다. 부산광역시의 벡스코에서 개최되었으며, 슬로건은 "Game is not Over!(게임은 아직 끝나지 않았다!)"이다.

### 지스타 2015
2015년 11월 12일 ~ 11월 15일까지 개최되었다. 부산광역시의 벡스코에서 개최되었으며, 슬로건은 "Now Playing!(게임, 이제부터 시작이다!)"이다.

### 지스타 2016
2016년 11월 17일 ~ 11월 20일까지 개최되었다. 부산광역시의 벡스코에서 개최되었으며, 슬로건은 "Play To The Next Step(게임, 그 이상의 것을 경험하라)"이다.

### 지스타 2017
2017년 11월 16일 ~ 11월 19일까지 개최되었다. 부산광역시의 벡스코에서 개최되었으며, 슬로건은 "Complete Your Game (당신만의 게임을 완성하라)"이다.

### 지스타 2018
2018년 11월 15일 ~ 11월 18일까지 개최되었다. 부산광역시의 벡스코에서 개최되었으며, 슬로건은 "Let Games be Stars (게임, 우리의 별이 되다)"이다.

### 지스타 2019
2019년 11월 14일 ~ 11월 17일까지 개최되었다. 부산광역시의 벡스코에서 개최되었으며, 슬로건은 "Experience the New (새로운 세상을 경험하라)"이다.

### 지스타 2020
2020년 11월 19일 ~ 11월 22일까지 트위치에서 온라인으로 개최되었다. 부산광역시의 벡스코에서 개최되었으며, 키워드는 "Ontact"이다.

### 지스타 2021
2021년 11월 17일 ~ 11월 21일까지 개최되었다. 부산광역시의 벡스코에서 개최되었으며, 슬로건은 "Here comes the game again(다시 만나 반갑습니다)"이다.

### 지스타 2022
2022년 11월 17일 ~ 11월 20일까지 개최되었다. 부산광역시의 벡스코에서 개최되었으며, 슬로건은 "The Gaming Universe(다시 한번 게임의 세상으로)"이다.

### 지스타 2023
2023년 11월 16일 ~ 11월 18일까지 개최되었다. 부산광역시의 벡스코에서 개최되었으며, 슬로건은 "Expand your Horizons"이다.

### 지스타 2024
2024년 11월 14일 ~ 11월 17일까지 개최되었다. 부산광역시의 벡스코에서 개최되었으며, 슬로건은 "Expand Your Horizons"이다.

## 사건사고
2021년 11월 코로나 확진자가 방문한 것으로 나타났다.

## 같이 보기
- 부산국제영화제(BIFF)
- 부산국제매직페스티벌(BIMF)
- 부산국제코미디페스티벌(BICF)

## 참고 문헌
1. ↑  이대호 (2011년 11월 14일). “지스타2011’ 29만여명 관람…新트렌드 엿보다”. 디지털데일리. 2012년 2월 15일에 확인함.
2. ↑  이태원 압사 사고 영향으로 일부 퍼레이드나 이벤트 등의 부대행사 진행하지 않는다.
3. ↑  “'신작 게임 미리 즐기자'...지스타 '구름 인파'”. 《YTN》. 2024년 11월 16일. 2024년 11월 16일에 확인함.
4. ↑  코로나19 확진자가 방문한 지스타 2021, 게임업계 '술렁' 출처: 내외경제